# 국가 전염병 재난 단계
국가 전염병 재난 단계는 전염병의 심각성과 유행정도에 따라 그 단계를 나누는 것을 말한다.

## 대한민국의 국가 전염병 재난 단계
대한민국에서는 국가 전염병 재난 단계를 총 4단계로 구성한다.
- 관심 (Blue)
  - 해외의 신종 전염병 발생시 국내의 원인불명 감염환자가 발생하거나 태풍, 집중호우 기상정보가 있을 때 발동하며 국내 가금류의 조류 인플루엔자가 대유행할 때 발동한다. 이때 대응책은 징후를 감시하는 활동이다.
- 주의 (Yellow)
  - 해외의 신종 전염병이 국내에 유입될 때, 국내에서 신종 전염병이 발생할 때, 지역별 재출현 전염병이 발생할 때, 대규모 침수지역 및 수인성 전염성이 발생할 때에 발동하며 이때 인플루엔자는 사람간 전파는 없지만 인체 감염이 발생하고 해외사람간의 전파가 소규모 또는 대규모 집락으로 발생한다. 정부는 '주의'령을 내릴 때 협조체계를 가동하여 대응한다.
- 경계 (Orange)
  - 해외의 신종 전염병, 국내 신종 전염병, 재출현 전염병, 수인성 전염병의 타 지역으로 전파될 때 발동하며 이 때의 인플루엔자는 국내에서 제한적인 사람간 전파가 발생하고 해외에서 일반인구 사이에서 유행하는 인플루엔자로 정부는 대비계획을 점검하며 대응한다.
- 심각 (Red)
  - 해외의 신종 전염병, 국내 신종 전염병, 재출현 전염병, 수인성 전염병이 전국적으로 확산될 징후가 있을 때 가동하며 이 때의 인플루엔자는 국내에서 일반인구 사이에서 유행한다. 정부는 즉각 대응태세에 돌입한다.

## 같이 보기
- 신종플루
- 전염병
- 코로나 19